# Henryk Bernacik
Henryk Julian Bernacik (ur. 15 czerwca 1911 w Krakowie, zm. 24 marca 1983 w Cieszynie) – polski lekarz.

## Życiorys
Był synem Leona i Emilii z Karpińskich. Ukończył szkołę ludową i gimnazjum klasyczne w Cieszynie. Studiował medycynę na Uniwersytecie Jagiellońskim, uzyskując dyplom lekarza 16 lutego 1939 roku. W czasie II wojny światowej pracował w Szpitalu Śląskim w Cieszynie i w kasie chorych. Od 1945 do 1949 roku był dyrektorem Szpitalu sióstr Elżbietanek w Cieszynie, kierując samodzielnie także tamtejszym 100-łóżkowym Oddziałem Ginekologiczno-Położniczym. W 1948 roku został doktorem medycyny, broniąc doktoratu na Uniwersytecie Jagiellońskim. Od 1949 do 1977 roku był ordynatorem Oddziału Ginekologiczno-Położniczego w Szpitalu Śląskim w Cieszynie.